# NK Celje
Nogometni Klub Celje, cunsocut pe larg ca NK Celje sau simplu Celje, este un club de fotbal din Slovenia, care evoluează în Prima Ligă Slovenă. Alături de NK Maribor și Gorica, acestea sunt unicile cluburi care au participat în fiece sezon de PrvaLiga de la fondarea sa în 1991.

## Palmares

### Ligi
- Prima Ligă Slovenă (din 1991)
  - Câștigători (2): 2019–2020, 2023–24
  - Campionii (3): 2002–03, 2014–15, 2022–23
- Liga Republicii Slovene (înainte de 1991)
  - Câștigători (1): 1963–64
  - Campionii (6): 1936–37, 1950, 1959–60, 1960–1961, 1960–1960, 1970–71, 1973–74

### Cupa
- Cupa Sloveniei (din 1991)
  - Câștigători (2): 2004–05, 2024–25
  - Al doilea loc (9): 1992–93, 1994–95, 2002–03, 2005–2006, 2011–12, 2012–13, 2014–15, 2015–16, 2020-21
- Cupa Republicii Slovene (înainte de 1991)
  - Câștigători (1): 1964
- MNZ Celje Cup
  - Al doilea loc: 1991–92

## Jucători notabili
- Robert Koren
- Simon Sešlar
- Damir Pekič
- Marko Križnik
- Aleksandar Radosavljević
- Dare Vršič
- Domen Beršnjak
- Janez Zavrl
- Nejc Pečnik
- Aleksander Šeliga
- Jure Travner
- Faik Kamberović
- Samir Duro
- Dragan Čadikovski
- Carlos Chacana
- Lisandro Sacripanti
- Vladislav Lungu